# The Seekers
The Seekers es un grupo australiano con influencia de los géneros pop y folk. Formado en Melbourne en 1962, fue el primer grupo de música pop de su país en lograr importantes ventas en Reino Unido y Estados Unidos.

## Historia

### Una banda australiana
The Seekers estaba formado por Athol Guy, contrabajo, guitarras, Keith Potger y Bruce Woodley, todos asistieron a la Melbourne Escuela Secundaria. Su primer cantante fue Ken Ray, que más tarde abandonó el grupo para casarse. Su lugar fue ocupado por Judith Durham que fue una cantante de jazz trad, después de haber registrado un EP con el grupo de Melbourne Frank Traynor's Jazz Predicadores (fue reemplazada por Margret RoadKnight). The Seekers de pronto reunió un fuerte éxito en Melbourne después de fichar a Durham y el sello W & G Records les ofreció un contrato.

### Descubrimiento en el Reino Unido
A principios de 1964, The Seekers embarcarón rumbo el Reino Unido en el vapor de pasajeros «S.S. Fairsky», en el que se encargaron de la animación musical. Su estancia en Inglaterra se prolongaría más de las diez semanas previstas. La Agencia de talentos Grade, que conocía el primer álbum del grupo, los contrató para participar en espectáculos televisivos y para grabar un single titulado Myra.
El grupo decidió permanecer en el Reino Unido y se reunió con el compositor y productor Tom Springfield que tenía experiencia con el folk-pop con su anterior grupo de Springfields. Les escribió un tema llamado I'll Never Find Another You, que grabaron en noviembre de 1964. Lo editó EMI Records (por el sello Columbia) en diciembre de ese año, y fue emitido en la radio pirata Radio Caroline. A pesar de que el grupo no había firmado un contrato con EMI, entró en el Top 40 del Reino Unido y rápidamente comenzó a vender. En febrero de 1965, alcanzó el número 1 en el Reino Unido y Australia, y el 4 en los EE.UU., donde fue editado por la etiqueta  Capitolio.
El aumento de distintivos y voz de soprano de la cantante Judith Durham, el grupo de dulces armonías, memorables canciones, y no una amenaza para la imagen alentó a la BBC para darles la exposición, lo que les hace un llamamiento a una amplia sección transversal de la audiencia pop.

## Éxitos
Tuvieron nueve hits en Gran Bretaña y Australia en el decenio de 1960: I'll Never Find Another You, A World of Our Own, The Carnival Is Over (que han cantado en las diversas ceremonias de clausura en Australia, incluso en la Expo '88 y en los Paralímpicos), Someday One Day, Walk With Me, Morningtown Ride, Georgy Girl (canción de la película del mismo nombre), When Will the Good Apples Fall y Emerald City.
La canción de Bruce Woodley y Dobe Newton I Am Australian, que ha sido registrada por The Seekers, y por la cantante Judith Durham con Russell Hitchcock y Mandawuy Yunupingu, se ha convertido en un himno no oficial de Australia.
I'll Never Find Another You vendió 1,75 millones de copias en todo el mundo, y The Seekers el primer grupo de pop australiano que han alcanzado el Top 5 hit en tres países de habla inglesa (Australia, Reino Unido, y Estados Unidos) simultáneamente. También fueron los primeros artistas australianos en vender más de un millón de copias de un sencillo.I'll Never Find Another You con otras dos composiciones de Tom Springfield, A World of Our Own(que alcanzó el # 1 en mayo de 1965 en el Reino Unido) y The Carnival Is Over, que alcanzó # 1 en noviembre. En su mejor momento, The Carnival Is Over fue la venta de 90000 copias por día sólo en el Reino Unido.
En 1966, grabaron Someday One Day, de Paul Simon, que alcanzó n. 4 en Australia y n. 11 en el Reino Unido. Durante este tiempo, Garfunkel habían regresado a la escuela y Simon está aplicando una carrera en solitario en el Reino Unido tras el fracaso del dúo del primer puesto en libertad LP, Wednesday Morning, 3 A.M. Esta fue la primera Simon Reino Unido éxito como escritor, y su primer gran éxito como compositor fuera de su trabajo con Garfunkel. Bruce Woodley coescribió varias canciones con Simon en este momento, incluidos Red Rubber Ball que EE.UU. se convirtió en un único n. 1 de El Cyrkle. También coescrito con Simon se I Wish You Could Be Here, y Cloudy, que se incluyó en el Simon & Garfunkel liberación, Parsley, Sage, Rosemary and Thyme, pero sin un Woodley escrito de crédito.
Después de regresar a Australia a comienzos de 1966, The Seekers filmó su primer especial de televisión,At Home With The Seekers. La banda actúa en el Sidney Myer Music Bowl ante una multitud de 150 000 y fueron nombrados «nuevo mejor artista» en 1966 por New Musical Express. 
Malvina Reynolds "Morningtown Ride" fue en busca de la "sexto gran éxito, alcanzando el número 1 en las listas británicas en diciembre de 1966. El solo se habían registrado anteriormente en 1964 el álbum "Hide and Seekers" y el 1965 en América debute, The New Seekers, pero, por razones de derechos de autor, la canción fue regrabada para The Seekers de 'Navidad 1966 único.
Su mayor éxito es EE.UU. "Georgy Girl" (# 1 en febrero 67, # 3 en el Reino Unido), para que los buscadores se adjudicaron un Disco de Oro de 1 millón de copias venden en los Estados Unidos.Jim Dale y Tom Springfield fueron nombrados por los EE.UU. Academia de Motion Picture Arts and Sciences a la mejor canción de 1967. Perdieron a Leslie Bricusse. La grabación se venden 3,5 millones de ejemplares. Ellos regresaron a su patria y apareció de nuevo en el Myer Music Bowl ante una audiencia de 200.000.

### The Seekersen el decenio de 1990 y 2000
The Seekers re-unida a finales de 1992, con la clásica alineación de Guy, Potger, Woodley y Durham. A 25 Año Jubileo de Plata Reunión Celebración gira en 1993 tuvo tanto éxito que The Seekers se mantuvo otros 11 años. Ellos organizaron varias giras por Australia, Nueva Zelanda y el Reino Unido, publicado varios discos, incluyendo los nuevos álbumes de estudio y Morningtown Ride para Navidad.
En 1995, fueron encauzados hacia la ARIA (Asociación australiana de la industria discográfica) Salón de la Fama, y fueron objeto de una edición especial de sellos postales de Australia. 
Después de mucha especulación (incluyendo una parodia de los próximos eventos de ABC TV's Juegos Olímpicos sátira  Los Juegos ) The Seekers después de reunirse de nuevo para la ceremonia de clausura del Sydney 2000 Juegos Paralímpicos de 2000 el 29 de octubre 2000, con una actuación de "The Carnival Is Over". Judith Durham había sufrido una fractura de cadera y se lleva a cabo en los Juegos Paralímpicos en una silla de ruedas.
El 1 de septiembre, 2006, después de haber dejado las giras, The Seekers se presentaron con la Llave de la Ciudad de Melbourne del Lord Mayor, John So.
El 5 de agosto de 2022, Judith Durham falleció después de una larga enfermedad pulmonar.

### Formación actual
- Michael Cristiano - guitarra, voz (2019-presente)
- Athol Guy: contrabajo, voz
- Keith Potger: guitarra de doce cuerdas, banjo, voz (1962-1968, 1975-1985, 1988 - presente)
- Bruce Woodley: guitarra, mandolina, banjo, voz (1962-1968, 1975-1977, 1988 - presente)

### Miembros antiguos
- Julie Anthony: voz, coros (1988-1990)
- Judith Durham: piano, voz principal, coros (1962–1968, 1992–2019, 2022)[2]
- Buddy England: guitarra, coros (1977-1980)
- Karen Knowles: voz, coros (1991)
- Ken Ray: voz,  vocais, guitarra (1962)
- Peter Robinson: bajo, coros (1978-1986)
- Rick Turk: guitarra, piano, voz, coros (1981-1986)
- Ellen Wade: voz (junio-agosto de 1965)
- Cheryl Webb: voz, coros (1977-1986)
- Louisa Wisseling: (1975-1977)